# AS.20
Die AS.20 (auch Nord 5110) war eine in den späten 1950er-Jahren entwickelte Luft-Boden-Rakete des Herstellers Nord Aviation. 
Die AS.20 basierte auf der AA.20-Luft-Luft-Rakete (Nord 5103) und das Lenkprinzip wies Ähnlichkeiten zur US-amerikanischen AGM-12 Bullpup auf.
Die Marineflieger der Bundesmarine verwendeten die AS.20 als Übungsflugkörper für die schwerere AS.30. Die deutschen AS.20 wurden bei Messerschmitt-Bölkow-Blohm in Lizenz gebaut. Insgesamt wurden über 8000 AS.20 produziert.

## Nutzer
- Deutschland[2]
- Frankreich
- Italien
- Südafrika[3]